# Наталенки
Наталенки́ — село в Україні, в Оболонській сільській громади Кременчуцького району Полтавської області. Населення становить 125 осіб. Орган місцевого самоврядування — Оболонська сільська рада.

## Географія
Село Наталенки знаходиться на правому березі річки Крива Руда, вище за течією примикає село Оболонь, нижче за течією на відстані 4,5 км розташоване село Іванівка. Біля села розташоване велике озеро Солоне.

## Населення

### Мова
Розподіл населення за рідною мовою за даними перепису 2001 року:
| Мова       | Кількість | Відсоток |
| ---------- | --------- | -------- |
| українська | 124       | 99.2%    |
| російська  | 1         | 0.8%     |
| Усього     | 125       | 100%     |